# فستان زفاف ديانا سبنسر
هو فستان الزفاف الذي ارتدته ديانا سبنسر يوم زفافها إلى تشارلز، امير ويلز في 29 من يونيه عام 1981 بكاتدرائية سانت بول. صنع الفستان من حرير التافيتا عاجي اللون و الدانتيل، يبلغ طول ذيل الثوب 25 قدم أي 7.62 متراً وباغت تكلفته نحو 9،000 جنيهاً إسترليني.

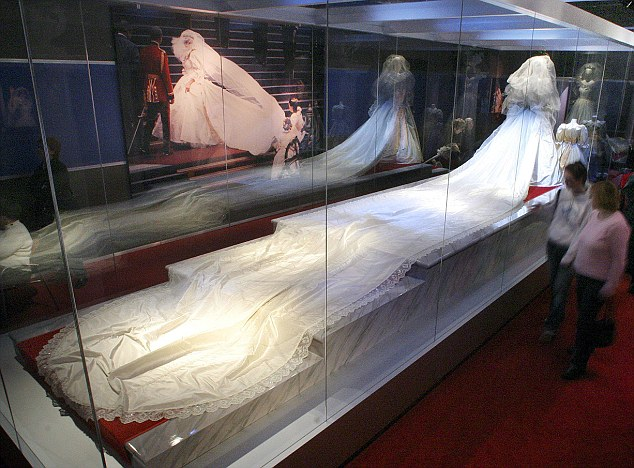
ذيل فستان زفاف الاميرة ديانا.

## اقرأ ايضًا
- فستان زفاف الملكة فيكتوريا
- فستان زفاف جاكلين كينيدي
- فستان زفاف غريس كيلي